# (133527) Fredearly
(133527) Fredearly (2003 TZ) – planetoida z pasa głównego asteroid okrążająca Słońce w ciągu 5,58 lat w średniej odległości 3,14 j.a. Odkryta 5 października 2003 roku.